# En otra piel
 (срп. У другој кожи) америчка је теленовела, продукцијске куће Телемундо, снимана 2014.

## Синопсис
Мистериозна прича о љубави и освети која прелази границе смрти. Две жене различитих година, социјалног сталежа и образовања умиру трагично, а њихове душе биће уједињене, због чега ће морати да деле исто тело. Док буду трагале за правдом, покушаће да поврате изгубљену љубав и натерају своје убице да плате за оно што су им учиниле.

## Глумачка постава

### Главне улоге
| Глумац:              | Улога:                          |
| -------------------- | ------------------------------- |
| Марија Елиса Камарго | Адријана Агилар / Моника Серано |
| Хорхе Луис Пила      | Херардо Фонси                   |
| Давид Чокаро         | Дијего Очоа                     |
| Ванеса Виљела        | Елена Серано                    |
| Лаура Флорес         | Моника Серано / Адријана Агилар |

### Споредне улоге
| Глумац:             | Улога:                       |
| ------------------- | ---------------------------- |
| Платарко Хаса       | Карлос Рикалде / Раул Камачо |
| Марисела Гонзалез   | Селма Караско                |
| Гиљермо Кинтаниља   | Родриго Канту                |
| Глорија Пералта     | Марта Суарез                 |
| Хавијер Гомез       | Хулијан Лареа / Хорхе Лареа  |
| Карен Сентијес      | Лорена Серано                |
| Гала Монтес         | Емилијана Лареа Серано       |
| Кендра Сантакруз    | Камила Серано                |
| Мартин Барба        | Рикардо Канту                |
| Ђонатан Фроидман    | Габријел Канту               |
| Силвана Аријас      | Маите Карвахал               |
| Алехандра Помалес   | Валерија                     |
| Марија Елена Давила | Џенифер                      |
| Хуанита Аријас      | Еилин Паркер                 |
| Алба Ракел Барос    | Гуадалупе Лупе Кортес        |
| Данијела Масиас     | Сусана                       |
| Адријан Карвахал    | Ернесто Фонси                |
| Беатриз Монрој      | Викторија Вики Андраде       |